# Mischocyttarus bertonii
Mischocyttarus bertonii är en getingart som beskrevs av Adolpho Ducke 1918. Mischocyttarus bertonii ingår i släktet Mischocyttarus och familjen getingar. Inga underarter finns listade i Catalogue of Life.